# 秦翼明
秦翼明（?—?），明朝四川忠州（今属重庆忠县）土家族人。

## 生平
秦邦屏之子。天启年間，秦翼明跟隨秦良玉在重庆擊敗奢崇明黨羽樊龙。崇祯三年（1630年），後金皇太极率兵从蓟镇入关，北京戒嚴，崇祯帝下詔勤王，秦翼明隨秦良玉率领白杆军赴援。崇祯六年（1633年），參與收復永平四城，後秦翼明驻京师。崇祯四年（1631年）參與修建大凌河城。崇禎七年（1634年）監督軍隊镇压河南农民民變，八年（1635年）在青崖河、吴家堰、袁家坪擊敗農民軍。之後又跟隨卢象升在均州青石铺、界山、三道河、花园沟再次擊敗農民軍，俘虜黑煞神、飞山虎。崇祯十年春（1637年），秦翼明在細石嶺擊敗劉國能，俘虜新來虎。後來又在襄阳擊敗農民軍。之後守衛汉江時失誤失误，導致農民軍罗汝才、刘国能進攻蕲、黄，秦翼明因而被罷官。崇祯十六年（1643年）冬天朝廷決定任命其擔任四川总兵，但因為道路阻隔，朝廷的任命沒能通知到他本人。